# Ваканция с приятели
„Ваканция с приятели“ (на английски: The Best Man Holiday) е щатска трагикомедия от 2013 г., написан, продуциран и режисиран от Малкълм Д. Лий. Като продължение на „Сватбата“ (1999), във филма участват Морис Честнът, Тей Дигс, Реджина Хол, Терънс Хауърд, Сана Лейтън, Ния Лонг, Харолд Перино, Рийл Даунс, Мили Дейвис и Крис Уилямс, които се завръщат в съответните си роли от предишния филм. Заедно с Лий, филмът е продуциран от Шон Даниел.